# Ядро Едінгера-Вестфаля
Додаткове ядро окорухового нерва, або ядро Едінгера—Вестфала (інколи ще вживають назву ядро Якубовича) — парне парасимпатичне ядро III пари черепних нервів. Розміщене в покриві середнього мозку, позаду ядра окорухового нерва та спереду від центральної сірої речовини. Рострально два ядра об'єднуються та утворюють невелику непарну частину. Аксони нейронів ядра у складі окорухового нерва виходять на периферію та прямують до війкового вузла. Це — прегангліонарні волокна, які у вузлі переключаються на постгангліонарні. Саму популяцію нейронів у ядрі ділять на дві: ті, які отримують волокна з ЦНС (EWcp від англ. central projecting), та ті, які віддають волокна на периферію (EWpg, від англ. preganglionic). Функція ядра — іннервація м'яза-звужувача зіниці та війкового м'яза (акомодація).